# RuneQuest

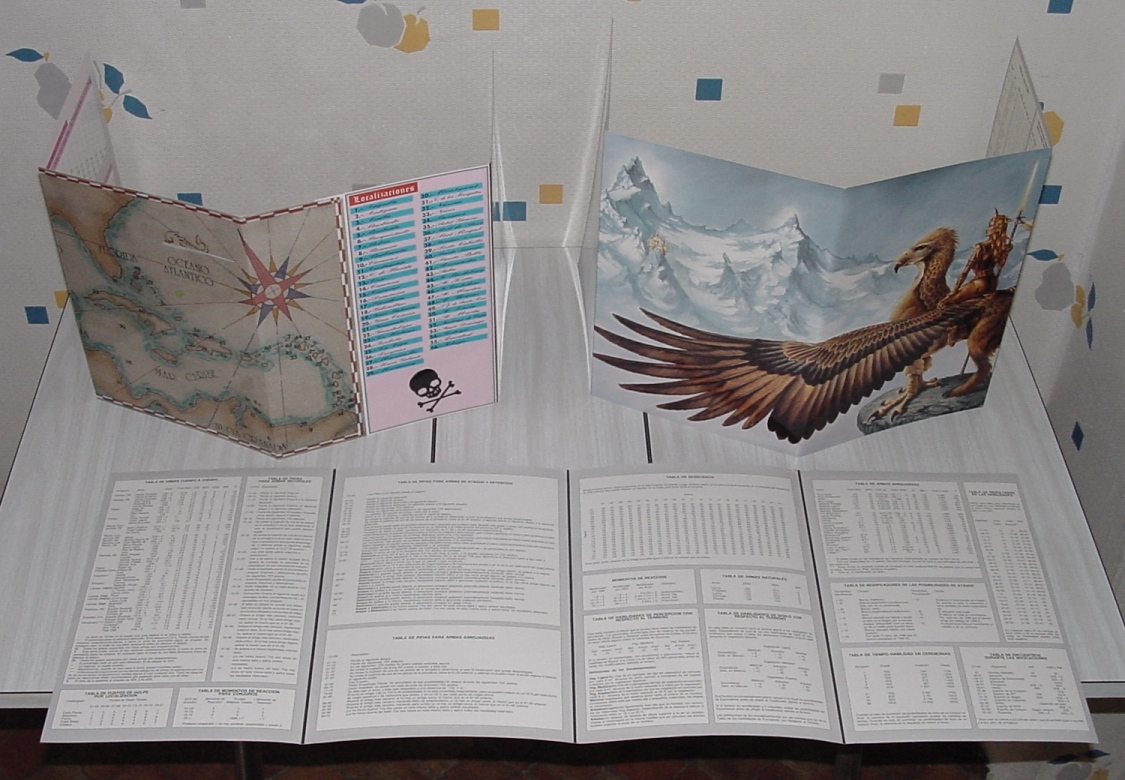
Escudos de Mestre de vários jogos narrativos (RPGs): no alto à esquerda, do jogo ¡Piratas! em sua versão em espanhol; no alto à direita, do jogo RuneQuest em sua versão francesa; e na base da foto, com a face interna exposta, o do jogo RuneQuest em espanhol.

RuneQuest é um jogo de roleplaying de fantasia, publicado pela Chaosium em 1978, com o sistema criado por Steve Perrin e o mundo ficcional Glorantha, criado por Greg Stafford. RuneQuest foi notável à sua época pelo sistema de jogo inovador (uso de dados de porcentagem e regras de uso de perícias) e por adotar um mundo de fantasia original. Houve várias encarnações do jogo. A mais recente data de 2018, pelas mãos da Chaosium, chamada RuneQuest: Roleplaying in Glorantha.
Na década de 1980, na Grã-Bretanha, RuneQuest foi reconhecido como um dos "Três Grandes" jogos com o maior mercado, os outros eram Dungeons & Dragons e Traveller RPG.

## Histórico das Publicações

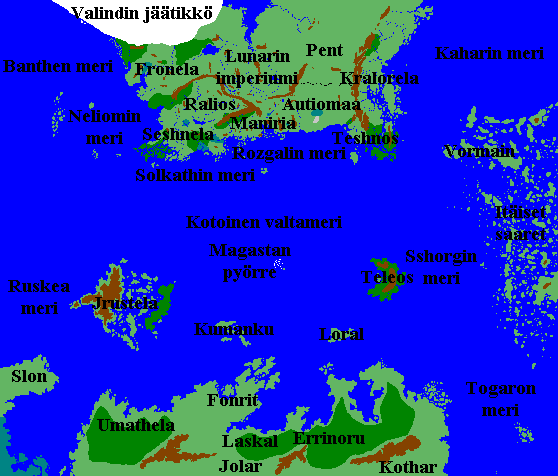
Mapa do mundo

A história das edições de RuneQuest é um bocado confusa devido a diversos problemas jurídicos ao longo dos anos. Ao todos foram seis edições, sendo a atual a RuneQuest 6ª Edição, publicada em julho de 2012.
A história resumida a seguir usou duas fontes de pesquisa, que cobrem todo o texto abaixo.

### RQ1 - Primeira Edição
Em 1978, nasce a primeira edição de RuneQuest, também chamada RQ1, pela Chaosium, tendo por autores: Steve Perrin, Ray Turney, Steve Henderson, Warren James, e Greg Stafford. Foi o primeiro RPG baseado em sistema de perícias. Se hoje praticamente todos os RPGs possuem sistema de uso de perícias para realizar ações e que refletem os conhecimentos dos PCs, é porque RuneQuest criou isso.
Além dessa inovação, trouxe outras: não havia limitação de classes; trazia um mundo próprio integrado; a experiência era adquirida diretamente e não distribuída pelo Mestre (se você usava uma perícia, adicionava cada sucesso ao lado da perícia, se acumulava o suficiente então você evoluía um nível nela); os monstros na pratica eram PCs do Mestre, isto é, não tinham sistema próprio, PCs e NPCs eram construídos da mesma forma, como são hoje em GURPS e outros sistemas; combates realistas e mortais etc. Como dito, ele vinha com um cenário (mundo de jogo) pronto para uso: Glorantha, do Greg Stafford.

### RQ2 - Segunda Edição
Em 1979 Chaosium lança o que seria seu maior sucesso: RuneQuest 2ª Edição (ou RQ2). Esta edição era grande, contava com 130 páginas. Foi o segungo RPG mais jogado depois de AD&D. Teve mais de 20 suplementos lançados até 1983. É importante não confundir esta edição com o RuneQuest II, lançado em 2010 pela Mongoose Publishing.

### RQ3 - Terceira Edição
Em 1984 a Chaosium teve problemas financeiros e teve que decidir entre vender os direitos autorais do Call of Cthulhu e os direitos do RuneQuest. Como Call of Cthulhu já estava vendendo mais, então ela vendeu o RuneQuest, para a Avalon Hill. O acordo obrigava a Chaosium a criar um RuneQuest 3ª Edição (RQ3) e a vendê-lo para a Avalon Hill. No entanto, esse acordo não incluía o mundo de Glorantha, que permaneceu com a Chaosium e com Stafford. Essa edição não fez tanto sucesso quanto a segunda, mas foi publicado de 1984 até 1995. O sistema mudou muita coisa em relação à anterior e acabou não agradando todos os jogadores. Além disso a Avalon Hill não teria dado suporte adequado ao produto.

### RQ:AiG - Um Projeto de Quarta Edição
Em ano incerto, a Avalon Hill, pelas mãos de Oliver Jovanovic, a princípio com apoio da Chaosium e de Greg Stafford, iniciou um projeto para lançar o RuneQuest: Adventures in Gloranta (RQ:AiG), que incluiria o mundo de Glorantha e atualização de regras da terceira edição do jogo. Esse projeto ficou conhecido como RQ3.5 por alguns, porque na prática nunca foi publicado. A intenção é que esta se tornasse a 4ª Edição.
A razão do insucesso da empreitada que lançaria o RQ:AiG veio em abril de 1994, quando Ken Rolston, conhecido como Rune Czar, deixou a Avalon Hill. Em consequência disso o RuneQuest parou de receber suporte apropriado desagradando os fãs do sistema e a Greg Stafford. Assim, naquele ano, a Chaosium e a Avalon Hill cortaram relações, foi o fim da tentativa de publicar o RQ:AiG juntamente com o cenário de Glorantha, acabando com a clássica parceria.
A Avalon Hill e Oliver Jovanovic tentaram achar outro cenário para o RQ:AiG, só que aconteceu o inimaginável: Jovanovic foi acusado de crimes sexuais, o episódio ganhou repercussão nacional nos EUA, ele foi demitido da Avalon Hill, preso em 1996, condenado em 1998 e o RuneQuest foi associado com uma espécie de seita sexual. Foi uma infâmia nacional. O natimorto RQ:AiG foi enterrado de vez, sem nunca ser publicado.
A situação jurídica ficou assim: a Chaosium detinha os direitos da marca RuneQuest e todos os direitos de Glorantha, enquanto que a Avalon Hill ficou com os direitos do sistema do jogo RuneQuest.

### Hiato e Confusões Jurídicas
Mas aí, em 1997, a Chaosium criou a Issaries Inc, que tentou publicar o Glorantha usando outro sistema, mais tarde conhecido como HeroWars e depois HeroQuest, mas não foi adiante e não fez sucesso.
No mesmo ano a Avalon Hill publicou o RuneQuest: Slayers, mas que nunca chegou a ser uma 4ª Edição (RQ4). Na verdade era um sistema completamente diferente, eles apenas tentaram usar o nome conhecido para promover o jogo. A empreitada não vingou.
Em 1998 a Hasbro incorporou a Avalon Hill e encerrou o RuneQuest: Slayers. Eles mudaram o nome para RuneSlayer e liberaram gratuitamente na internet.
Com a incorporação, veio o grande medo: a Hasbro engoliu também a Wizards of the Coast, que tinha engolido a TSR, que era proprietária do AD&D. Com a licença d20 os fãs ficaram com medo de nunca mais ver o RuneQuest. O que de certa forma se concretizou, pois de 1997 a 2002 os anos foram deprimentes: nenhum material novo foi publicado e as revistas virtuais especializadas foram desaparecendo.
Em 2003, a Hasbro/Wizards perderam os direitos da marca RuneQuest (não renovaram o registro), e a Issaries o registrou, readquirindo a marca. A essa altura, a Issaries não pertencia mais à Chaosium, ela pertencia agora somente a Greg Stafford.
Por desuso, a Hasbro / Wizards / Avalon Hill perdeu os direitos do sistema de jogo da 3ª Edição (RQ3), que foram parar nas mãos da Chaosium de novo. O acordo assinado entre a Avalon Hill e a Chaosium previa que se não usassem o sistema ele reverteria para as mãos da Chaosium.
Apesar de salvo do esquecimento, a marca e o sistema RuneQuest estavam separados em duas entidades completamente diferentes: Issaries e Chaosium, respectivamente.

### RQ4 - Quarta Edição, de verdade
Em 2005, Greg Stafford usou de um artifício legal para ressuscitar o jogo. Ele tinha o nome RuneQuest, mas não tinha o sistema RuneQuest, então ele fez um acordo com a Mongoose Publishing para editar um novo jogo com novas regras, usando o nome RuneQuest.
Finalmente em 2006, em acordo com a Issaries, saiu o Mongoose RuneQuest, também conhecido como RuneQuest 4ª Edição, RQ4 ou, mais comumente, como MRQ, ou MRQI. Era mesmo um RuneQuest, mas escrito com outras palavras. Isso foi possível porque nos EUA não se protege o sistema de regras em si, mas as palavras para descrevê-lo. Assim, se alguém pega um sistema e usa palavras diferentes para descrever cada item dele, não é crime. Esse sistema foi publicado debaixo da Open Game License.

### RQ5 - Quinta Edição
Em 2010 a Mongoose reage à publicação do Basic Roleplaying pela Chaoisum publicando o seu RuneQuest II, também chamado de 5ª Edição (RQ5) ou, mais comumente, de MRQII. Era o mesmo sistema MRQ, porém revisado para se parecer mais com o antigo RuneQuest, com o fito de agradar os fãs mais antigos que não gostaram do primeiro MRQ. Esta edição contou ainda com capa de couro, só que esse MRQ (MRQII ou RQ5) não é Open Game.

### RQ6 - Sexta Edição
Em meados de Julho de 2011, Lawrence Withaker, cofundador da The Design Mechanism (TDM), anunciou a assinatura de um acordo com a Issaries (empresa detentora da marca RuneQuest) pelo qual a TDM passa a ser o novo licenciado para publicação do jogo RuneQuest. Atualmente ele é publicado pela Mongoose Publishing sob licença da Issaries, com o nome RuneQuest II. A partir de 2012, a TDM irá publicar a nova edição, o RuneQuest 6ª Edição (RQ6). Nas palavras de Lawrence:
| “ | Claramente esses são os primeiros dias de vida tanto para a TDM quanto para a 6ª edição de RuneQuest, mas temos planos interessantes para a construção do jogo baseados no trabalho que Pete Nash e eu temos feito com o Mongoose RuneQuest II e estamos ansiosos para compartilhá-los com a comunidade de RPG, na medida em que desenvolvermos as novas regras. | ” |
|   | — Lawrence Withaker , Fórum da BRP Central. |   |

Com a perda dos direitos de uso do nome RuneQuest para a TDM, a Mongoose anunciou a mudança do nome do seu MRQII para Legend, mas assegurou que as regras são exatamente as mesmas, de modo que quem comprou o MRQII não precisará adquirir o novo Legend, publicado em Outubro de 2011. Esse sistema, que é em essência o MRQII com algumas atualizações, foi liberado pela Open Game License.
Essa sexta encarnação do jogo foi publicada em julho de 2012, com versões impressas (US$62,00) e em PDF (US$25,00).

### RQ7 - Sétima Edição
Em 2013, Greg Stafford (dono da Issaries) vendeu os direitos de Glorantha e das marcas HeroQuest e RuneQuest para a Moon Design Publications, que publicou a 2ª edição do HeroQuest sob licença em 2009. Esse HeroQuest não é o jogo de tabuleiro, é um RPG sem conexão com aquele. A Moon Design manteve a licença de RuneQuest com a TDM até 2015, quando Greg Stafford retornou ao time da Chaosium e negociou uma fusão com a Moon Design, anunciando em seguida a produção do RuneQuest: Roleplaying in Glorantha. Essa nova edição foi baseada na 2ª edição do jogo (RQ2), sendo publicado em 2018 e bem recebida pelo público.
Em 2016, ao perder a licença da marca RuneQuest, a TDM republicou suas regras com outro nome: Mythras. Muitos jogadores preferiram ficar com essa versão do jogo em vez de migrar para a 7ª edição.